# St. Veit im Pongau
St. Veit im Pongau é um município da Áustria, situado no distrito de St. Johann im Pongau, no estado de Salzburgo. Tem 56,9 km² de área e sua população em 2019 foi estimada em 3.819 habitantes.